# Nissan Presea

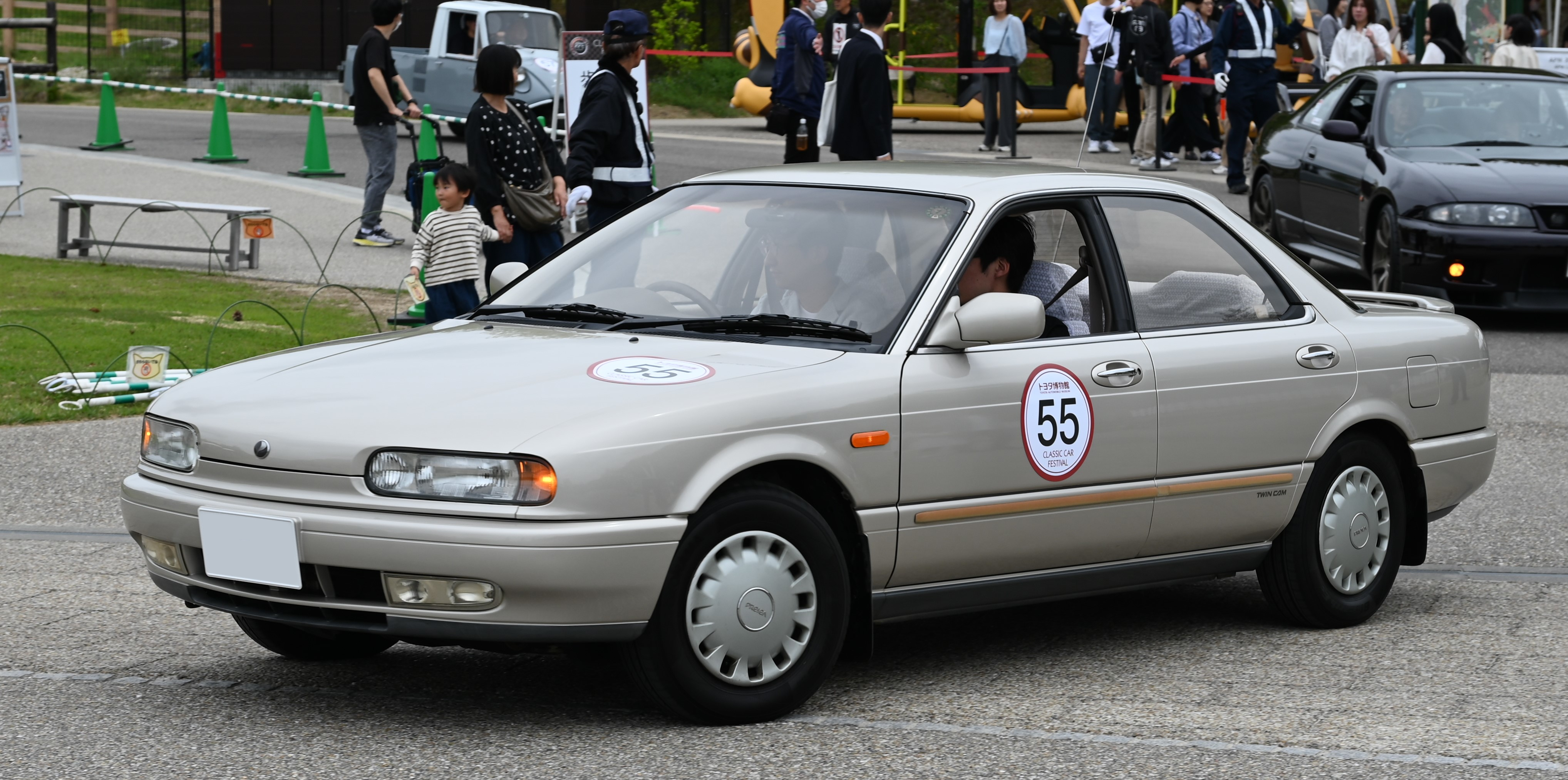
Nissan Presea, erste Generation

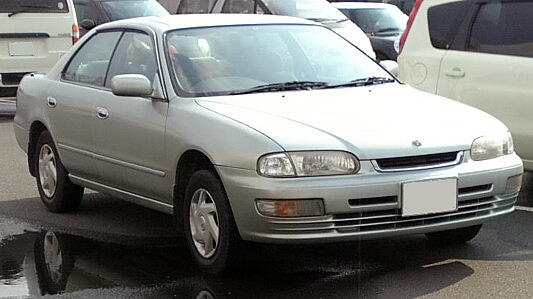
Nissan Presea, zweite Generation

Der Nissan Presea ist eine von 1990 bis 2000 in zwei Generationen gebaute, in Asien und Ozeanien angebotene viertürige Frontantriebs Limousine des japanischen Automobilherstellers Nissan.

## Nissan Presea R10 (1990–1995)
Im Juni 1990 präsentierte Nissan den zwischen Nissan Sunny und Nissan Bluebird angesiedelten neuen Presea, eine viertürige Hardtop-Limousine von 4,42 Metern Länge mit Frontantrieb und Vierzylindermotoren von 1,5 bis 2,0 Litern Hubraum.

## Nissan Presea R11 (1995–2000)
Im Januar 1995 wurde der erste Presea durch die etwas größere Baureihe R11 (Radstand 2,58 Meter, Länge 4,49 Meter) abgelöst. Auch diese Generation stand nur als pfostenlose viertürige Limousine im Angebot, angetrieben von 16V-Vierzylindern mit 1,5, 1,8 oder 2,0 Litern Hubraum, die 77 bis 107 kW (105–145 PS) leisteten. Im August 2000 wurde die Fertigung ersatzlos eingestellt.